# Allée des Athlètes
L’Allée des Athlètes est une sculpture conçue par l'artiste belge Olivier Strebelle et réalisée à l'occasion des Jeux olympiques de Pékin en 2008.

## Description
Cette composition monumentale est le fruit d'un travail de conception et recherche de plus de vingt ans. L'installation, non figurative à première vue, se compose de cinq modules d’entrelacs de tubes en acier inoxydable poli miroir de vingt mètres de haut qui s’échelonnent en perspective sur plus de cent mètres de long. Du seul point focal, situé à 56 mètres dans l’axe longitudinal de la rangée des sculptures, apparaissent cinq personnages tenant, à bout de bras, les anneaux olympiques.
Cette œuvre symbolique installée dans le jardin olympique de Pékin au printemps 2008, a été inaugurée le 23 mai de cette même année. Elle pérennisera les Jeux olympiques dans l’histoire de la Chine. 
La production de l’Allée des Athlètes est l'aboutissement d’une succession de collaborations d’experts nationaux et internationaux. L'Université libre de Bruxelles (Belgique) et l’Université de Tsinghua (Chine) ont assuré la préparation et la numérisation de chaque détail de la maquette de la sculpture grâce au développement de logiciels sur mesure. L’ensemble a ensuite fait l’objet d’une analyse approfondie par C&E Ingénierie, un bureau français d’ingénierie spécialisé en charpentes métalliques, à partir d’un logiciel allemand (Sofistik), permettant l'analyse aux éléments finis de la maquette numérique d'une grande complexité géométrique. Enfin un bureau d'étude chinois a émis les plans et documents permettant la fabrication des sculptures. Seuls des compétences et des moyens technologiques et techniques d’avant-garde permettent d’envisager la construction de cette sculpture, composée de plus de 1500 tubes d’acier, avec une précision et une rigueur architecturale.

## Données techniques
- hauteur : 20 m
- longueur : 106 m
- largeur : 25 m
- matériaux acier inoxydable poli miroir
- tonnage : 120 T

L'Allée des Athlètes est offerte par la Belgique à la ville de Pékin. Plusieurs grandes entreprises belges participent activement à la réalisation économique de ce projet de grande envergure par le biais du mécénat culturel. Les sociétés Belgacom, CMB, D'Ieteren, Delhaize Le Lion, Domo, Euronav, Hainan Airlines, InBev, Janssen Pharmaceutica, Total, Suez, ainsi que la Loterie Nationale se sont investies dans cette mission exceptionnelle.